# Krucifix (Červeněves)
Pískovcový empírový krucifix pocházející z let 1820 - 1829 se nalézá na návsi v centru vesnice Červeněves, místní části městečka Smidary v okrese Hradec Králové. V jeho těsné blízkosti se nachází dřevěná zvonička. Krucifix je od 7. 3. 2002 chráněn jako nemovitá kulturní památka ČR.

## Popis
Krucifix stojí v čtvercovém kovovém oplocení. 
Empírový krucifix sestává z trojdílného hranolového podstavce s boky ozdobenými volutami a zakončeném profilovanou římsou. Na čelní straně prohnutého prostředního dílu podstavce se nalézá mělká nika s reliéfem Snímání z kříže. Vpředu na spodním soklu podstavce je umístěn orámovaný nápis: Pochválen Pán Ježíš Kristus. 
Na profilované římse stojí na patce ozdobené rostlinným dekorem kříž s korpusem Krista a trojlistým zakončením ramen. Nad hlavou Krista je nápis INRI.